# ФК Нъме Калю
ФК Нъме Калю (на естонски: Mittetulundusühing Jalgpalliklubi Nõmme Kalju, Митетулундусюхинг Ялгпаликлуби Нъме Калю) е естонски футболен отбор от квартал Нъме на град Талин.
Официално клубът е основан през 1923 г., а е възстановен отново през 1997 г. От 2008 г. отборът играе в естонската Мейстрилийга, най-високото ниво на естонския футбол. Домакинските си мачове играе на стадион „Хийу“ и на стадион „Кадриору“.
През сезон 2018 година отборът става за втори път шампион на Естония.

## Успехи
- Мейстрилийга
  -  Шампион (2): 2012, 2018
  -  Вицешампион (3): 2011, 2013, 2024
  -  Бронзов медалист (2): 2015, 2016, 2017, 2019
- Купа на Естония
  -  Носител (2): 2014/15, 2024/25
  -  Финалист (2): 2008/09, 2012/13
- Суперкупа на Естония
  -  Носител (1): 2019
  -  Финалист (3): 2013, 2016, 2025

## Статистика от Евротурнирите
| Сезон     | Турнир      | Кръг | Противник | Резултат | Резултат |
| --------- | ----------- | ---- | --------- | -------- | -------- |
| 2009 – 10 | Лига Европа | 1    | Динанбург | 1 – 2    | 0 – 0    |
| 2011 – 12 | Лига Европа | 1    | ФК Хонка  | 0 – 0    | 0 – 2    |